# Francesco Chieregati
Francesco Chieregati o Chiericati (Vicenza, 1479 – Bologna, 6 dicembre 1539) è stato un vescovo cattolico italiano, membro della famiglia Chiericati di Vicenza.

## Biografia
Inviato da Papa Leone X come commissario e nunzio papale in varie missioni europee, tra cui in Inghilterra (1515–17), dove si scontrò col potente cardinale Wolsey, occupando anche un ufficio simile in Portogallo e in Spagna (1519), ove conobbe il cardinale Adriano Florentsz, allora vescovo di Tortosa, già precettore olandese di Carlo V ed in seguito di papa Adriano VI.

### Dieta di Norimberga, Guerra contro i Turchi.
Uno dei primi atti di papa Adriano VI, dopo il suo ingresso a Roma, fu quello di rendere Chieregati,  la cui cultura e virtù erano stimate dal papa, vescovo di Teramo nel Regno di Napoli.
Lo inviò quindi come nunzio alla II Dieta di Norimberga, convocata per l'autunno del 1522. Fu incaricato di ottenere dai principi tedeschi un più energico impegno per la guerra contro i Turchi in Ungheria, nonché una più vigorosa repressione del luteranesimo con l'esecuzione dell'Editto di Worms del maggio 1521 contro Martin Lutero.
In due discorsi, tenuti rispettivamente il 19 novembre e il 10 dicembre 1521, ha esortato i principi a cooperare per l'espulsione dei turchi dall'Ungheria cristiana. Nell'ultimo ha anche richiesto l'immediata esecuzione dell'Editto di Worms, in base al quale Lutero era stato messo al bando dell'Impero, ed al quale, benché fuorilegge formale, fino a quel momento era sfuggito, grazie alla protezione dell'elettore Federico di Sassonia e di altri principi a lui favorevoli.
Infine, il 3 gennaio 1523, Chieregati lesse pubblicamente due importanti documenti, inviati da Roma dopo il suo viaggio. Erano un breve papale, pubblicato il 25 novembre 1522,  riservato ai membri della Dieta, e un'istruzione per lo stesso Chieregati. Il primo conteneva un appello alla pietà cattolica, alle tradizioni religiose e alla magnanimità dei rappresentanti del popolo tedesco, e un pressante invito alla Dieta per reprimere la sedizione religiosa e costringere alla sottomissione Lutero e i suoi seguaci.
L'istruzione personale, pubblicata probabilmente alla stessa data e letta alla Dieta dal Chieregati, è uno dei documenti storici più importanti dell'antica Riforma protestante. In esso, papa Adriano confessava che i peccati degli ecclesiastici erano la causa principale delle tribolazioni della Chiesa e che nella stessa Curia romana sia il capo che i membri, papi e prelati, erano stati colpevoli di abusi.
La risposta della Dieta fu scoraggiante: nel recesso del 9 febbraio 1523 i principi e i rappresentanti evitarono una risposta alle richieste del Papa: proposero la celebrazione di un Concilio generale in qualche città tedesca rinnovando le precedenti lamentele antiromane dei tedeschi con il Centum gravamina Teutonicae nationis, in italiano Cento rimostranze della nazione Teutonica.
Pastor aggiunge che il fallimento del Chieregati fu in gran parte dovuto ai grandi prelati tedeschi che non erano affatto pronti a ripetere la confessione del Papa. Quest'ultimo venne spesso accusato per la sua franchezza, ma Pastor lo difese, affermando che le sue ammissioni erano necessarie.
Dopo l'avvento di Clemente VII cessarono la missioni diplomatiche affidate al Chiericati, che ebbe comunque vari incarichi locali ma non ottenne il cardinalato.

### Spedizione di Magellano
Chieregati era inoltre amico di Antonio Pigafetta, che accompagnò la spedizione di Ferdinando Magellano. Recatosi a Barcellona nel 1519, inviato come ambasciatore dal papa Leone X alla corte di Carlo V in Spagna, ebbe al seguito il concittadino Pigafetta nei vari incontri presso la corte spagnola, ove questi fu colpito dalle discussioni  sulle scoperte geografiche fatte da spagnoli e portoghesi. 
Tornato dalla spedizione, completata solo dalla sua nave, la Victoria, comandata di Juan Sebastián Elcano, il 6 settembre 1522, Pigafetta inviò il suo diario del viaggio intorno al mondo (presentato l'8 settembre a Carlo V in Siviglia), proprio a Chieregati mentre stava alla Dieta tedesca. ll nunzio Chieregati lo rese disponibile ai partecipanti della stessa. Un resoconto della spedizione, con un globo che illustrava il viaggio, fu inviato anche dall'imperatore stesso a suo fratello, l'arciduca Ferdinando d'Austria, che a Norimberga presiedeva la Dieta.
Il racconto fu probabilmente quello tratto da Massimiliano Transilvano, ed il globo una copia di quello fatto da lui. Il globo venne mostrato ai partecipanti. Chieregati, dopo aver esaminato il globo, descrisse l'itinerario della nave Victoria alla sua patrona, Isabella d'Este Gonzaga, marchesa di Mantova. Chieregati inviò anche il racconto di Transilvano a Francesco Minizio Calvo a Roma, che lo fece pubblicare nel novembre 1523.          Tra il 1524 e il 1525, Pigafetta scrisse La Relazione del primo viaggio intorno al mondo, tratta con il Trattato di Navigazione dalle sue memorie e dalle note redatte a partire dai suoi minuziosi diari che aveva tenuto nei tre anni di viaggio. 

## Genealogia episcopale e successione apostolica
La genealogia episcopale è:
- Arcivescovo Giovanni Ruffo de Theodoli
- Vescovo Francesco Chieregati

La successione apostolica è:
- Arcivescovo Jean-Philippe de Groslée (1528)